# Англо-австралійський телескоп
Англо-австралійський телескоп (ААТ) — 3,9-метровий телескоп-рефлектор, що перебуває у власності і фінансований спільно урядами Австралії і Великої Британії. Розташований в Обсерваторії Сайдинг-Спрінг (штат Новий Південний Уельс, Австралія). Телескоп, збудований на початку 1970-х рр., має екваторіальне монтування. Планові спостереження почалися в 1975 р. Управляє телескопом Дирекція Англо-австралійського телескопа (ДААТ).
Це перший у світі телескоп з комп'ютерним управлінням.
Разом з цим універсальним телескопом використовується безліч різних приладів, завдяки чому було здійснено багато важливих наукових відкриттів і отримано ефектні фотографії південного зоряного неба.
У рамках «Міжнародного року астрономії-2009» телескоп брав участь у проекті «100 годин астрономії», котрий тривав понад чотири дні і ночі, з 2 до 5 квітня 2009 року, і був задіяний у онлайновому вебпорталі «Навколо світу за допомогою 80 телескопів».